# Danh sách đĩa hát của Jay Sean
Đây là danh sách đĩa hát của ca/nhạc sĩ người Anh Jay Sean.

## Albums

### Album phòng thu
| Me Against Myself                                                             | - Phát hành: ngày 8 tháng mười một năm 2004 - Hãng đĩa: 2Point9, Relentless, Virgin - Định dạng: CD, digital download                      | 29  | — | —  | —   | —   | —   | —   | - BPI: Silver |
| My Own Way                                                                    | - Phát hành: ngày 12 tháng năm năm 2008 - Hãng đĩa: Jayded, 2Point9 - Định dạng: CD, digital download                                      | 6   | — | —  | —   | —   | 68  | —   | - BPI: Silver |
| All or Nothing                                                                | - Phát hành: ngày 23 tháng mười một năm 2009 - Hãng đĩa: Jayded, 2Point9, Cash Money, Universal Republic - Định dạng: CD, digital download | 62  | 2 | 57 | 85  | 168 | 37  | 37  | - BPI: Gold   |
| Neon                                                                          | - Phát hành: ngày 30 tháng bảy năm 2013 - Hãng đĩa: Cash Money, Universal Republic - Định dạng: CD, digital download                       | 105 | — | 72 | 176 | —   | 199 | 116 |               |
| Last Call                                                                     | - Phát hành: TBA - Hãng đĩa: 3am Entertainment - Định dạng: CD, digital download, Streaming                                                | —   | — | —  | —   | —   | —   | —   |               |
| "—" denotes items which were not released in that country or failed to chart. | |     |   |    |     |     |     |     |               |

## Danh sách nhạc tổng hợp
- The Mistress (2011)
- The Mistress II (2014)
- M3 (2020)

## Đĩa đơn
| Title                                                                             | Year | Peak chart positions | Peak chart positions | Peak chart positions | Peak chart positions | Peak chart positions | Peak chart positions | Peak chart positions | Peak chart positions | Peak chart positions | Peak chart positions | Certifications                                                                           | Album                         |
| Title                                                                             | Year | UK                   | AUS                  | CAN                  | FRA                  | GER                  | IRE                  | NLD                  | NZ                   | SWI                  | US                   | Certifications                                                                           | Album                         |
| --------------------------------------------------------------------------------- | ---- | -------------------- | -------------------- | -------------------- | -------------------- | -------------------- | -------------------- | -------------------- | -------------------- | -------------------- | -------------------- | ---------------------------------------------------------------------------------------- | ----------------------------- |
| "Eyes on You"                                                                     | 2004 | 6                    | —                    | —                    | —                    | —                    | —                    | 18                   | —                    | —                    | —                    |                                                                                          | Me Against Myself             |
| "Stolen"                                                                          | 2004 | 4                    | —                    | —                    | —                    | —                    | —                    | —                    | —                    | —                    | —                    |                                                                                          | Me Against Myself             |
| "Ride It"                                                                         | 2008 | 11                   | —                    | —                    | —                    | —                    | —                    | —                    | —                    | —                    | —                    | - BPI: Silver                                                                            | My Own Way                    |
| "Maybe"                                                                           | 2008 | 19                   | —                    | —                    | —                    | —                    | —                    | —                    | —                    | —                    | —                    |                                                                                          | My Own Way                    |
| "Stay"                                                                            | 2008 | 59                   | —                    | —                    | —                    | —                    | —                    | —                    | —                    | —                    | —                    |                                                                                          | My Own Way                    |
| "Tonight"                                                                         | 2009 | 23                   | —                    | —                    | —                    | —                    | —                    | —                    | —                    | —                    | —                    |                                                                                          | My Own Way                    |
| "Down" (featuring Lil Wayne)                                                      | 2009 | 3                    | 2                    | 3                    | 17                   | 9                    | 10                   | 17                   | 2                    | 8                    | 1                    | - BPI: 2× Platinum - ARIA: 2× Platinum - RMNZ: Platinum - RIAA: 6× Platinum - BVMI: Gold | All or Nothing                |
| "Do You Remember" (featuring Sean Paul and Lil Jon)                               | 2010 | 13                   | 7                    | 11                   | 13                   | —                    | 23                   | —                    | 11                   | —                    | 10                   | - BPI: Gold - ARIA: Platinum - RMNZ: Gold - RIAA: 2× Platinum                            | All or Nothing                |
| "2012 (It Ain't the End)" (featuring Nicki Minaj)                                 | 2010 | 9                    | 40                   | 23                   | —                    | —                    | 44                   | —                    | 9                    | —                    | 31                   | - RMNZ: Gold - RIAA: Gold                                                                | Đĩa đơn không nằm trong album |
| "Hit the Lights" (featuring Lil Wayne)                                            | 2011 | 67                   | 18                   | 68                   | —                    | 62                   | —                    | —                    | 24                   | —                    | 18                   |                                                                                          | Đĩa đơn không nằm trong album |
| "I'm All Yours" (featuring Pitbull)                                               | 2012 | —                    | 13                   | 53                   | 107                  | 40                   | —                    | —                    | 22                   | —                    | 85                   | - ARIA: 2× Platinum                                                                      | Neon                          |
| "So High"                                                                         | 2012 | —                    | 47                   | —                    | —                    | 100                  | —                    | —                    | —                    | —                    | —                    |                                                                                          | Neon                          |
| "Where You Are"                                                                   | 2013 | —                    | —                    | 82                   | —                    | —                    | —                    | —                    | —                    | —                    | —                    |                                                                                          | Neon                          |
| "Mars" (featuring Rick Ross)                                                      | 2013 | —                    | —                    | —                    | —                    | —                    | —                    | —                    | —                    | —                    | —                    |                                                                                          | Neon                          |
| "Make My Love Go" (featuring Sean Paul)                                           | 2016 | 49                   | —                    | —                    | —                    | 22                   | 65                   | 14                   | —                    | 48                   | —                    | - BPI: Silver                                                                            | Đĩa đơn không nằm trong album |
| "With You" (featuring Gucci Mane and Asian Doll)                                  | 2019 | —                    | —                    | —                    | —                    | —                    | —                    | —                    | —                    | —                    | —                    |                                                                                          | Đĩa đơn không nằm trong album |
| "—" denotes a recording that did not chart or was not released in that territory. |      |                      |                      |                      |                      |                      |                      |                      |                      |                      |                      |                                                                                          |                               |